# Kujō Moronori
Kujō Moronori (九条師教, [[[1273]] – 1320] Erro: {{japonês}}: texto da transliteração contém caractere não latino (pos 19) (ajuda)) foi um kuge (membro  da Corte japonesa ) e poeta que viveu durante no período Kamakura da história do Japão. Era membro do ramo Kujō do clã Fujiwara e filho do regente Kujō Tadanori.
Moronori entrou na corte imperial em 1281 com a classificação de Jugoi (funcionário da Corte de quinto escalão júnior), sendo promovido para a classificação de ‘’shōgoi’’ (funcionário de quinto escalão pleno), servindo como Jijū (Moço de câmara) naquele mesmo ano. Em 1283 foi promovido a Jushii (quarto escalão júnior), em 1284 para Shōshii (quarto escalão pleno), e em 1285 para Jusanmi (terceiro escalão júnior). Em 1286 Moronori foi promovido a Shōsanmi (terceiro escalão pleno). Em 1288 foi nomeado vice-governador da província de Harima, e concomitantemente com o cargo de Chūnagon e promovido à classificação Junii (segundo escalão júnior). Em 1290 ele foi promovido a Shōnii (segundo escalão pleno) e nomeado Dainagon.
Moronori foi nomeado Naidaijin em 1293 e promovido a Udaijin de 1297 a 1299, quando foi nomeado Sadaijin. Em 1300 foi obteve a classificação de Juichii (primeiro escalão júnior) e entre 1302 e 1303 foi nomeado Togu-no-fu (tutor do príncipe imperial) de Tomihito (futuro Imperador Hanazono). Em 1305 foi nomeado líder do Clã Fujiwara e Kanpaku (regente) do Imperador Go-Nijo até a morte deste em 1308, em seguida, realizou a coroação e se tornou Sesshō do jovem Imperador Hanazono por um alguns meses até que renunciou.
Nenhum detalhe adicional de sua vida é conhecido até sua morte em 1320. Ele teve como filho Kujō Michinori (adotado mais tarde por Kujō Fusazane) e adotou seu irmão Fusazane como seu próprio filho.
Como poeta waka, Moronori compilou a antologia de Kagen Hyakushu em 1303 e 15 de seus poemas foram incluídos na antologia poética hingosen Wakashū.
| Precedido por Kujō Tadanori   | -- 8º Líder dos Kujō Fujiwara (1293 - 1320) | Sucedido por Kujō Fusazane         |
| Precedido por Sanjō Saneshige | 89º Naidaijin (1293 - 1297)                 | Sucedido por Tsuchimikado Sadazane |
| Precedido por Nijō Kanemoto   | 115º Udaijin (1297 - 1299)                  | Sucedido por Saionji Kinhira       |
| Precedido por Nijō Kanemoto   | 76º Sadaijin (1299 - 1306)                  | Sucedido por Takatsukasa Fuyuhira  |
| Precedido por Nijō Kanemoto   | Kanpaku (1305 - 1308)                       | Sucedido por Takatsukasa Fuyuhira  |
| Precedido por Nijō Kanemoto   | Sesshō (1308 - 1308)                        | Sucedido por Takatsukasa Fuyuhira  |